# Тяжёлые крейсера типа «Хокинс»
Тяжёлые крейсера типа «Хокинс» — тип тяжёлых крейсеров Королевского военно-морского флота Великобритании. В военно-исторической литературе также встречается транскрипция Хаукинс. Всего для британского флота построено 5 единиц: «Хокинс» (Hawkins), «Фробишер» (Frobisher), «Эффингем» (Effingham), «Рэли» (Raleigh), «Кэвендиш» (Cavendish).
Предшественники подкласса «тяжёлый крейсер», в соответствии с условиями Вашингтонского морского соглашения 1922 года приняты в качестве эталонных образцов, определяющих, для подкласса «тяжелый крейсер», величину наибольшего предельного стандартного водоизмещения — 10 000 тонн и наибольший предельный калибр артиллерийского вооружения — 203-мм. В этой связи крейсера типа «Хокинс» на межгосударственном уровне получили название: «Вашингтонские крейсера» (англ. Washington cruiser)

## История создания
В 1915 году Британское Адмиралтейство, опасаясь германских лёгких крейсеров — рейдеров, заказало крейсера — «истребители рейдеров», с усиленным артиллерийским вооружением, превосходящим по главному калибру, вооружение любого из германских лёгких крейсеров. В то время главный калибр орудий германских лёгких крейсеров не превышал величины — 150-мм. Английские орудия должны были допускать ручное заряжание и превосходить германские по дальности стрельбы.

## Крейсер-провокатор
Постройка крейсеров типа «Хокинс» затянулась и была завершена лишь после окончания 1-й мировой войны. На момент ввода в строй, эти корабли, на мировом уровне, являли собой наиболее совершенные, но и наиболее дорогостоящие образцы в подклассе крейсеров. Однако в 1922 году в ходе Вашингтонской конференции по ограничению морских вооружений, когда было принято решение об ограничении качественных характеристик в первую очередь линейных кораблей, включая линейные крейсера, необычно большой калибр главной артиллерии новейших на тот период лёгких английских крейсеров типа «Хокинс» послужил поводом для споров. В первую очередь — американцы, начали доказывать, что крейсера с таким главным калибром должены быть отнесёны к классу «линейный крейсер» и потому, в целях обеспечения паритета в военно-морских вооружениях, требовали их утилизации. Английская сторона возмущённо доказывала, что эти крейсера не являются линейными. В итоге, американская сторона, дабы не раздражать англичан и не провоцировать заключения союза Англии с Японией по обеспечению сфер влияния на Тихоокеанском театре, дипломатично согласилась с их доводами, но при условии, что крейсера типа «Хокинс» будут приняты в качестве лимитного эталона, определяющего для всех тяжёлых крейсеров максимально допустимые значения нормального водоизмещения и главного калибра. В итоге, были приняты статьи XI и XII Вашингтонского договора 1922 года, запрещающие строить крейсера водоизмещением более 10 тыс. тонн (английские длинные тонны) и с артиллерией крупнее 203 мм. При этом количество вновь построенных крейсеров не ограничивалось, но были приняты суммарные ограничения на тоннаж флотов США, Великобритании, Японии, Франции и Италии. Поскольку на строительство линкоров был объявлен мораторий, «Хокинсы» фактически спровоцировали начало «крейсерской лихорадки».

## Конструкция

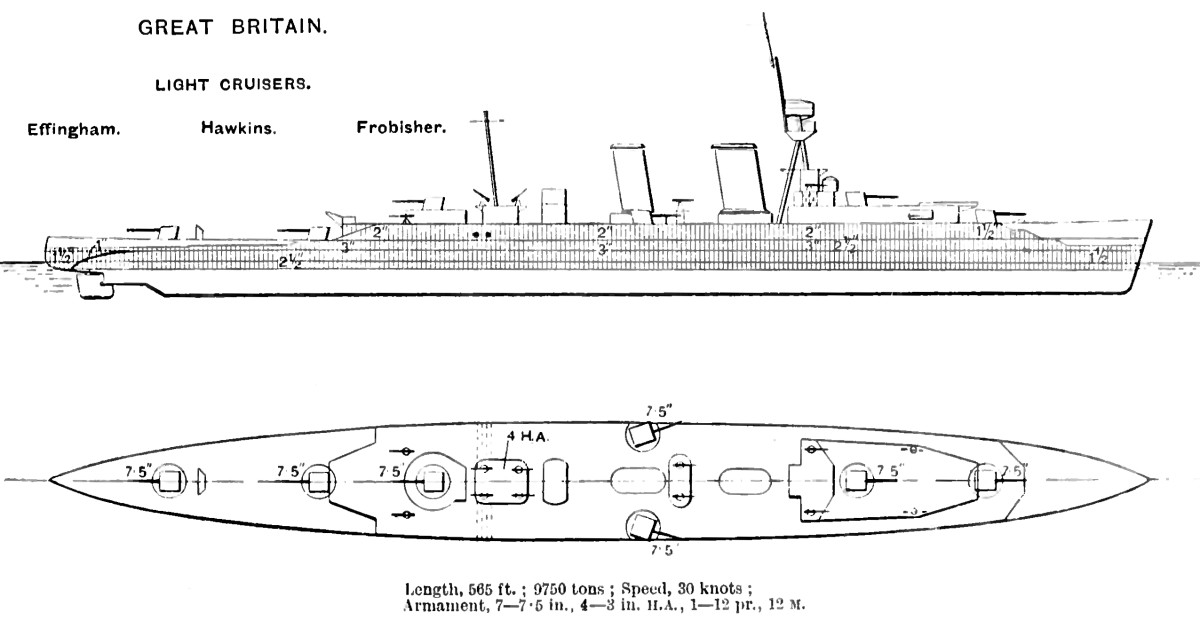
Brassey’s Naval Annual 1923

### Бронирование
Бронирование крейсеров типа осуществлялось по стандартной схеме, применявшейся в то время в британском Королевском флоте для защиты легких крейсеров. Надводный борт защищался броней практически по всей длине корпуса, а ниже ватерлинии нижняя кромка броневого пояса достигала уровня прикрывавшей машинно-котельные отделения конструктивной подводной защиты — булей. Незащищенными оставались лишь незначительные участки борта в оконечностях.
Главный броневой пояс, прикрывавший ватерлинию, в районе машинно-котельного отделения достигал уровня верхней палубы. Суммарную толщину брони в три дюйма составляли 50,8…51-мм наклонный пояс из никелевой стали и 25,4-мм обшивка из стали высокого сопротивления (High Tensile Steel). Далее к оконечностям районы артиллерийских погребов защищались 51-63-мм поясной броней. Бронирование носовой оконечности по толщине не превышало 38 мм, пояс предназначался для предотвращения поступление воды внутрь корпуса через осколочные пробоины, которые могли уменьшить скорость корабля. В корме защита рулевой машины составляла 57-мм. Верхний броневой пояс имел толщину 51 мм. Кроме того, бортовое бронирование крейсеров дополнялось защитой конструктивной: на этих кораблях, имевших смешанное угольно-нефтяное отопление, вернулись к старой практике дополнительной защиты котельных и части машинных отделений, использовав в этом качестве угольные бункеры.
Новацией стало введение местного бронирования артиллерийских погребов, вокруг которых строилась так называемая «коробчатая» броневая защита. Погреба боезапаса замыкались в броневые «короба», толщиной по периметру 13-мм, а сверху 25-мм брони.
Защита палубы кораблей состояла из стали HTS толщиной от 1 до 1,5 дюймов.

### Вооружение
Артиллерию главного калибра крейсера типа «Хокинс» составляли семь 7.5-дюймовых (190-мм) орудийных установок с глубокими щитами, размещавшихся по схеме: пять орудий устанавливались в диаметральной плоскости корабля, два — побортно.
На крейсерах устанавливались Vickers 7.5"/L45 BL MkVI образца 1919 года.

## Служба
«Хокинс» — заложен 3 июня 1916 г., спущен 1 октября 1917 г., вошёл в строй 23 июля 1919 г. Корабль назван в честь адмирала Джона Хокинса.
«Фробишер» — заложен 2 августа 1916 г., спущен 20 марта 1920 г., вошёл в строй 20 сентября 1924 г. Назван в честь мореплавателя Мартина Фробишера.
«Эффингем» — заложен 6 апреля 1917 г., спущен 8 июня 1921 г., вошёл в строй 2 июля 1925 г. Назван в честь Чарльза Ховарда, лорда Эффингема. 1939 году перестроен в лёгкий.
«Кэвендиш» — заложен 29 июня 1916 г., спущен 17 января 1918 г., вошёл в строй 21 сентября 1918 г. Назван в честь мореплавателя Томаса Кэвендиша.
«Рэли» — заложен 4 октября 1916 г., спущен 28 сентября 1919 г., вошёл в строй 15 апреля 1921 г. Назван в честь сэра Уолтера Рэли.

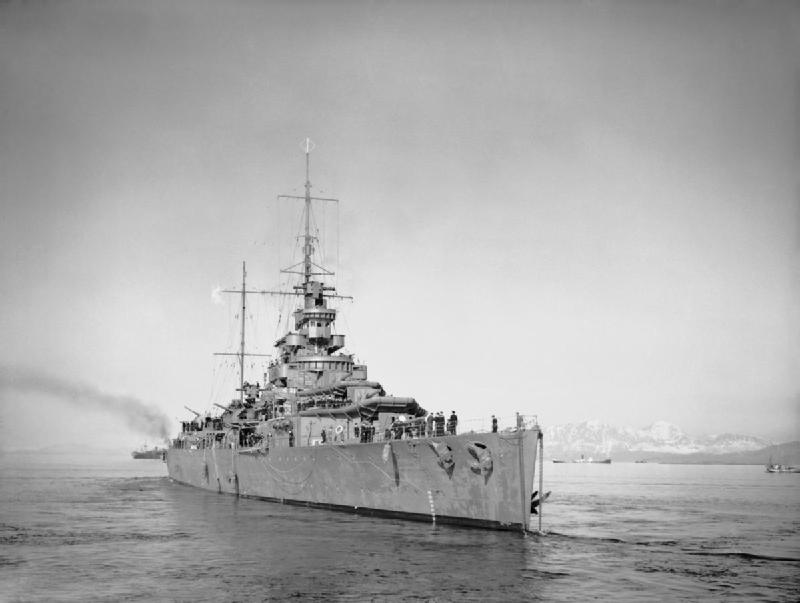
Тяжёлый крейсер «Эффингем»